# Acacia latistipulata
Acacia latistipulata är en ärtväxtart som beskrevs av Hermann August Theodor Harms. Acacia latistipulata ingår i släktet akacior, och familjen ärtväxter. Inga underarter finns listade i Catalogue of Life.